# Почесні громадяни Тернополя
Нижченаведений список почесних громадян Тернополя встановлений за документами, що зберігаються в державному архіві Тернопільської області та архівному відділі Тернопільської міської ради за період від 1867 року та рішеннями сесій міської ради 1990—2023 років.

## Почесні громадяни

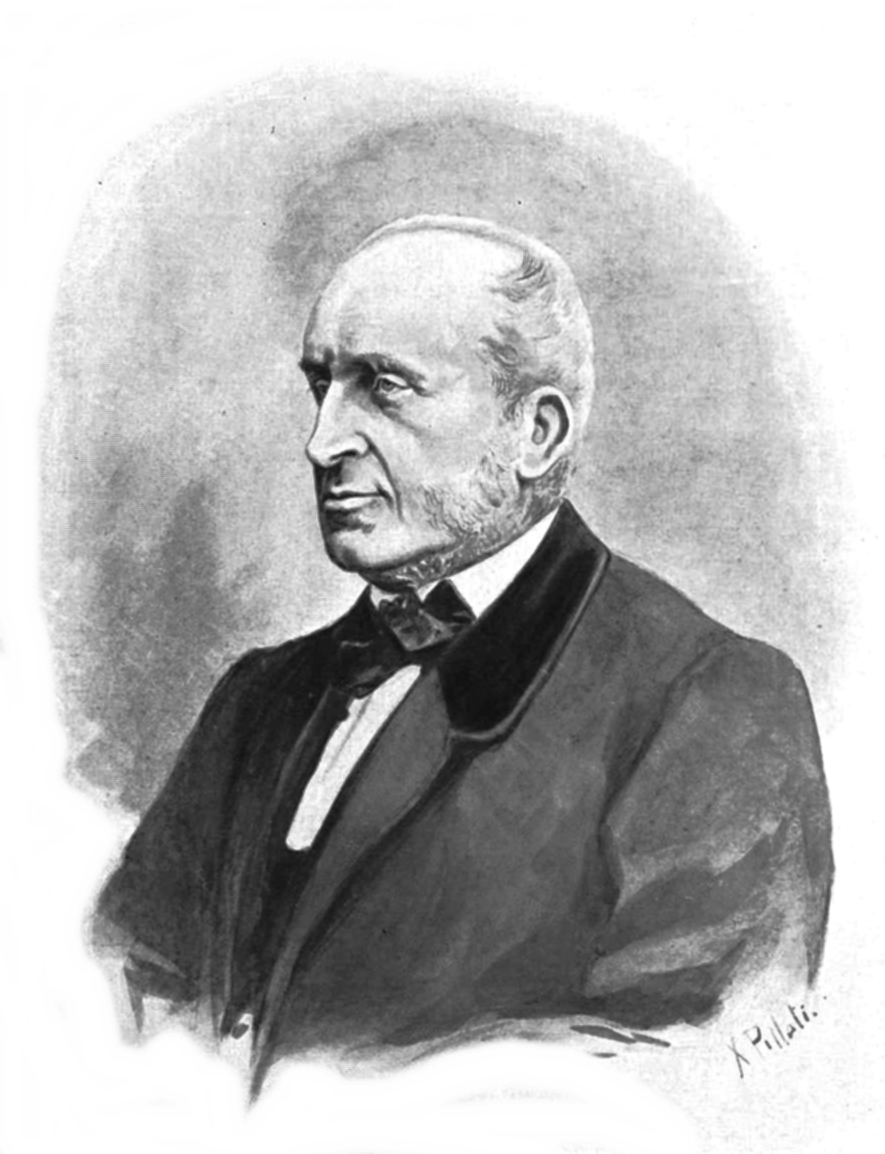
Агенор Голуховський

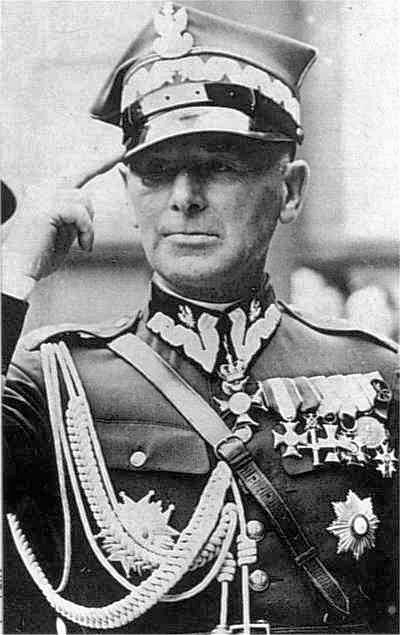
Едвард Ридз-Сміглий

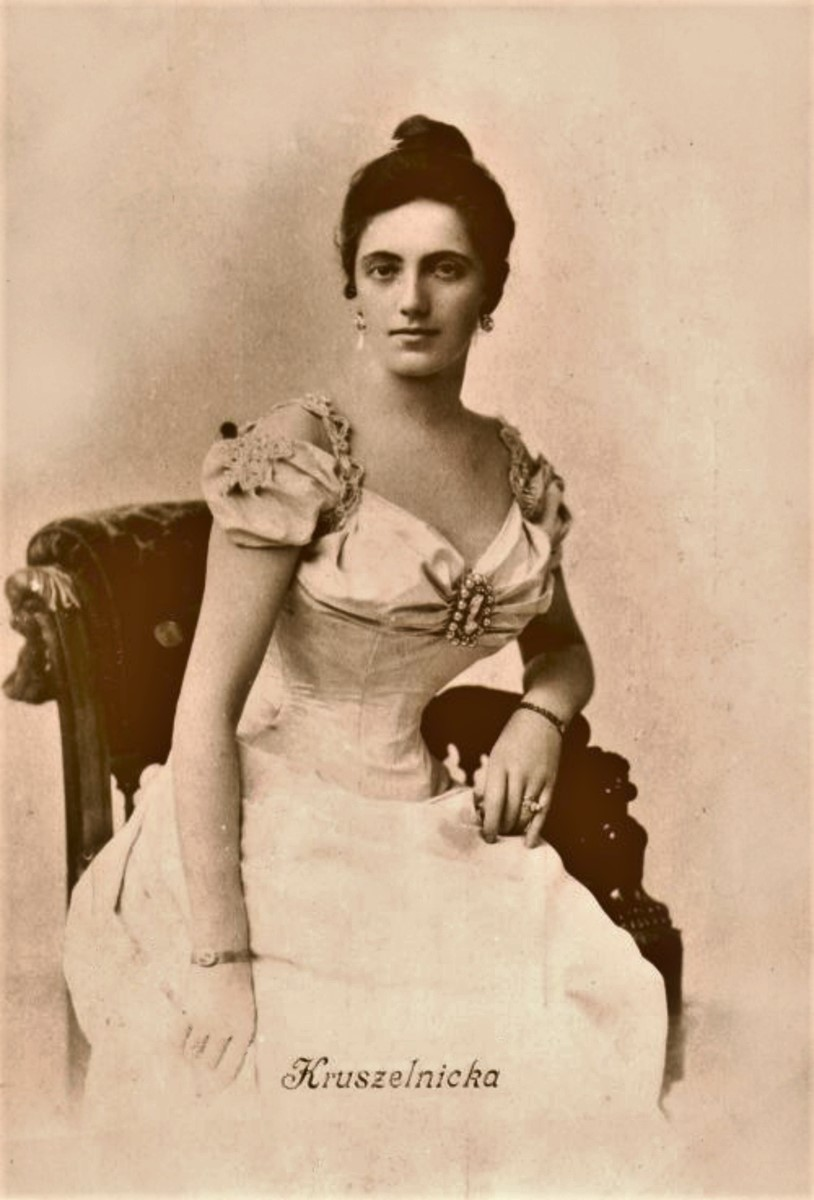
Соломія Крушельницька

1. Аґенор Голуховський — граф, намісник Галичини (1867);Агенор Голуховський
2. Євсевій Черкавський — доктор, посол до австрійського парламенту (1875);
3. Адам Сапіга — князь (1894);
4. Леон Пінінський — граф, намісник Галичини (1903);
5. Людвік Пунчерт — бургомістр Тернополя (1905);
6. Влодзімеж Ленкевич — урядовий комісар Тернополя (1926);
7. Едвард Ридз-Сміглий — маршал Польщі (1939);Едвард Ридз-Сміглий
8. Григорій Шевчук — заступник Голови Ради міністрів УРСР, колишній перший секретар Тернопільського обласного комітету Комуністичної партії України (1968);
9. Георгій Йорданов — перший секретар Слівенського окружного комітету Комуністичної партії Болгарії (1968);
10. Георгій Андонов — заступник голови виконавчого комітету Слівенської окружної народної Ради Болгарії (1968);
11. Любен Ранков — перший секретар Слівенського міського комітету Комуністичної партії Болгарії (1968);
12. Господін Йоргов — голова кооперативного господарства с. Загорна Слівенського округу Болгарії (1968);
13. Славка Ніколова — голова общинного комітету Отєчественного фронту с. Гродєц Слівенського округу Болгарії (1968);
14. Броніслав Домбровський — робітник виробничого об'єднання «Тернопільгаз» (1968);
15. Костянтин Матвєєв — ветеран воєн, персональний пенсіонер (1968);
16. Іван Людніков — Герой Радянського Союзу, генерал-полковник у відставці, колишній командир 81-го стрілецького корпусу (1969);
17. Микола Кучеренко — Герой Радянського Союзу, полковник (посмертно), колишній командир 302-ї Тернопільської стрілецької дивізії (1969);
18. Григорій Танцоров — Герой Радянського Союзу, гвардії молодший лейтенант (посмертно), колишній командир батареї САУ-8 (1969);
19. Анатолій Живов — Герой Радянського Союзу, гвардії рядовий (посмертно), телеграфіст взводу зв'язку 302-ї стрілецької дивізії (1969);
20. Григорій Хілько — полковник запасу, ветеран війни (1969);
21. Георгій Данчєв — громадянин Болгарії (1969);
22. Георгій Михайлов  — громадянин Болгарії (1969);
23. Петро Чазов — ветеран воєн (1969);
24. Слава Недєв — громадянин Болгарії (1970);
25. Павло Сергель — персональний пенсіонер (1971);
26. Степан Ткач — колишній секретар виконкому Тернопільської обласної ради депутатів трудящих, персональний пенсіонер (1972);
27. Іван Орап — ветеран війни, персональний пенсіонер (1973);
28. Іван Синіцин — колишній заступник голови виконкому Тернопільської міської ради депутатів трудящих, персональний пенсіонер (1973);
29. Захар Дорофеєв — колишній перший заступник голови виконкому Тернопільської обласної ради депутатів трудящих, персональний пенсіонер (1973);
30. Степан Сачко — ветеран воєн, персональний пенсіонер (1974);
31. Микола Монєтов — полковник запасу, ветеран війни (1983);
32. Володимир Мильніков — Герой Радянського Союзу, викладач Тернопільського філіалу Львівського політехнічного інституту (1983);
33. Клавдія Шалікова — колишня радистка батареї 302-ї стрілецької дивізії (1984);
34. Володимир Ігнатьєв — ветеран війни (1984);
35. Денис Дергачов — ветеран воєн, полковник у відставці (1985);
36. Андрій Снєжко — ветеран війни, гвардії капітан (1985);
37. Семен Хомський — Тернопільського експериментального ремонтно-механічного заводу (1985);
38. Іван Дузь — ветеран війни (1985);
39. Ольга Кудінова — персональний пенсіонер союзного значення (1985);
40. Іван Комаров — голова Тернопільської міської ради ветеранів війни і праці (1989);
41. Мирослав-Іван Любачівський — Верховний Архієпископ УГКЦ (1991);
42. Мстислав (Скрипник) — визначний український церковний діяч, патріарх Київський і Всієї України (1991);
43. Степан Хмара — народний депутат України (1991);
44. В'ячеслав Олійник — перший олімпійський чемпіон збірної команди України, спортсмен греко-римської боротьби (1996);
45. Віктор Ющенко — колишній Президент України, голова Правління Національного банку України (1997);
46. Олександр Устенко — академік, ректор Тернопільської академії народного господарства (2001);
47. Олексій Шимків — пенсіонер (2001);
48. Роман Яремчук — президент-голова правління ВАТ «Ватра», депутат обласної ради (2002);
49. Любомир (Гузар) — Верховний Архієпископ УГКЦ (2002);
50. Ігор Ґерета — археолог, мистецтвознавець, історик, поет (посмертно) (2003);
51. Володимир Бігуняк — проректор Тернопільської державної академії ім. І. Я. Горбачевського (2003);
52. Олег Шаблій — ректор Тернопільського державного технічного університету ім. І. Пулюя (2003);
53. Кузьма-Балицький Петро Миколайович — український громадсько-політичний діяч, меценат, активіст ОУН, 40 років очолював українську громаду у Данії та Антибільшовицький блок народів у Скандинавії (2008);
54. Левко Лук'яненко — голова Ради старійшин Української республіканської партії «Собор», народний депутат України (2008);
55. Іван Марчук — художник, один зі 100 геніїв світу (2008);
56. Степан Бандера — лідер ОУН (2010, посмертно);
57. Роман Шухевич — головнокомандувач УПА (2010, посмертно);
58. Роман П'ятницький — екс-командир корвету «Тернопіль» (2010);
59. Степан Сапеляк — активний учасник національно-визвольного руху, поет (2011);
60. Йосиф Сліпий — предстоятель Української греко-католицької церкви (2011, посмертно);
61. Леонід Кудринський — ветеран пожежної охорони Тернопільщини, ліквідатор наслідків аварії на Чорнобильській АЕС (посмертно) (2011);
62. Лесь Курбас — актор і режисер театру (2012, посмертно);
63. Євген Коновалець — полковник Армії УНР, командант УВО, голова Проводу українських націоналістів (2013, посмертно);
64. Соломія Крушельницька — українська оперна співачка (2013, посмертно);Соломія Крушельницька
65. Данило Чепіль — український архітектор (2013);
66. Павло Бас — український військовик, учасник АТО (2015, посмертно);
67. Віктор Гурняк — український військовик, учасник АТО (2015, посмертно);
68. Андрій Дрьомін — український військовик, учасник АТО (2015, посмертно);
69. Дмитро Заплітний — український військовик, учасник АТО (2015, посмертно);
70. Федір Коломієць — український військовик, учасник АТО (2015, посмертно);
71. Віталій Курилович — український військовик, учасник АТО (2015, посмертно);
72. Віталій Лотоцький — український військовик, учасник АТО (2015, посмертно);
73. Юрій Наливайчук — український військовик, учасник АТО (2015, посмертно);
74. Олександр Орляк — український військовик, учасник АТО (2015, посмертно);
75. Павло Римар — український військовик, учасник АТО (2015, посмертно);
76. Назарій Сикліцкий — український військовик, учасник АТО (2015, посмертно);
77. Віктор Стефанович — український військовик, учасник АТО (2015, посмертно);
78. Зіновій Флекей — український військовик, учасник АТО (2015, посмертно);
79. Андрій Юркевич — український військовик, учасник АТО (2015, посмертно);
80. Сергій Кульчицький — український військовик, генерал-майор, учасник АТО (2016, посмертно);
81. Володимир Вовк — український військовик, учасник АТО (2016, посмертно);
82. Юрій Горайський — український військовик, учасник АТО (2016, посмертно);
83. Михайло Думанський — український військовик, учасник АТО (2016, посмертно);
84. Андрій Питак — український військовик, учасник АТО (2016, посмертно);
85. Михайло Стасів — український військовик, учасник АТО (2016, посмертно);
86. Володимир Яницький — український військовик, учасник АТО (2016, посмертно);
87. Гоча Аробелідзе — грузинський громадський діяч м. Батумі (2016);
88. Володимир Кравець — ректор Тернопільського національного педагогічного університету імені Володимира Гнатюка (2016);
89. Володимир Колінець — український громадсько-політичний діяч, публіцист, літературознавець, педагог (2017);
90. Андрій Підлужний — український співак, композитор, музикант, телеведучий, продюсер (2017);
91. Богдан Мельничук — український письменник, драматург, редактор, журналіст, краєзнавець (2017);
92. Мирослав Мисла — український військовик, молодший лейтенант, командир взводу окремої зведеної штурмової роти «Карпатська Січ» 93-ї ОМБр (2017, посмертно);
93. Мефодій (Кудряков) — український громадсько-політичний церковний діяч, третій глава Української автокефальної православної церкви у 2000—2015 роках, Митрополит Київський і всієї України (2017, посмертно);
94. Володимир Стаюра — український інженер, підприємець, меценат, політик, військовик (2017, посмертно);
95. Володимир Ліщук — український громадський діяч (2018);
96. Руслан Муляр (посмертно) — український учасник АТО, полковник СБУ (2018, посмертно);
97. Андрій Стойко — український військовослужбовець, учасник подій Революції Гідності (2018, посмертно);
98. Олександр Хара — український учасник бойових дій в ДРА, полковник медичної служби (2018, посмертно);
99. Ярослав Гап'юк — український науковець, активіст, депутат міської ради першого демократичного скликання (2018, посмертно);
100. Григорій Драпак — український актор розмовного жанру (2019);
101. Сергій Сірий — український поет-пісняр (2019, посмертно);
102. Дарія Чубата — українська громадська діячка (2019);
103. Михайло Андрейчин — завідувач кафедри інфекційних хвороб з епідеміологією, шкірними та венеричними хворобами Тернопільського національного медичного університету ім. І. Я. Горбачевського (2020);
104. Олександр Венгринович — голова всеукраїнського товариства «Лемківщина» (2020);
105. Олег Герман — громадський і культурний діяч, поет, графік (2020);
106. Антон Грицишин — голова обласної організації «Меморіал» ім. В. Стуса (2020);
107. Іван Дедюх — сержант 24 окремого штурмового батальйону «Айдар» Збройних сил України, учасник російсько-української війни (2020, посмертно);
108. Юліан Кройтор — засновник та перший директор Тернопільського академічного обласного театру актора і ляльки (2020);
109. Леся Любарська — поетеса, громадський діяч (2020);
110. Володимир Пласконіс — майстер спорту із класичної боротьби, Заслужений тренер з класичної боротьби, екс директор ТСДЮШ олімпійського резерву з греко-римської боротьби (2020);
111. Михайло Цимбалістий — майор Збройних сил України, учасник російсько-української війни (2020, посмертно);
112. Володимир Шкробот — генеральний директор КНП «Тернопільська обласна психоневрологічна лікарня» (2020);
113. Євген Удін — громадський діяч, заслужений художник України (2021);
114. Ярослав Лемішка — директор Тернопільської обласної філармонії (2021);
115. Віктор Шемчук — президент Національної федерації водно-моторного спорту України (2021);
116. Михайло Діанов — військовослужбовець, учасник героїчної оборони Маріуполя, захисник «Азовсталі» (2022);
117. Катерина Поліщук — парамедик медичного батальйону «Госпітальєри», учасниця героїчної оборони Маріуполя, захисниця «Азовсталі» (2022);
118. Олександр Питель — український військовослужбовець, солдат, учасник російсько-української війни (2022, посмертно);
119. Петро Батьківський — український військовослужбовець, лейтенант, командир мотопіхотного взводу, учасник російсько-української війни (2022, посмертно);
120. Роман Стецюк — український військовослужбовець, старший солдат, оператор вогнеметник групи спецпризначення, учасник російсько-української війни (2022, посмертно);
121. Андрій Теребій — український військовослужбовець, солдат, старший стрілець 3-ї аеромобільної роти, учасник російсько-української війни (2022, посмертно);
122. Володимир Брода — український військовослужбовець, молодший сержант, командир відділення зв'язку, учасник російсько-української війни (2022, посмертно);
123. Микола Курик — український військовослужбовець, солдат, учасник російсько-української війни (2022, посмертно);
124. Володимир Баб'як — український військовослужбовець, молодший сержант, другої аеромобільно-десантної роти, учасник російсько-української війни (2022, посмертно);
125. Василь Паславський — український військовослужбовець, солдат, учасник російсько-української війни (2022, посмертно);
126. В’ячеслав Кравчук — український військовослужбовець, полковник, командир роти спецпризначення, учасник російсько-української війни (2022, посмертно);
127. Ярослав Кондратюк — український військовослужбовець, сержант, учасник російсько-української війни (2022, посмертно);
128. Віталій Дерех — український військовослужбовець, молодший сержант, учасник російсько-української війни (2022, посмертно);
129. Андрій Федорків — український військовослужбовець, солдат, учасник російсько-української війни (2022, посмертно);
130. Ігор Мельник — український військовослужбовець, старший розвідник, учасник російсько-української війни (2022, посмертно);
131. Сергій Шишковський — український військовослужбовець, старший бойовий медик, учасник російсько-української війни (2022, посмертно);
132. Ігор Гесюк — український військовослужбовець, солдат, учасник російсько-української війни (2022, посмертно);
133. Андрій Побережник — український військовослужбовець, солдат, учасник російсько-української війни (2022, посмертно);
134. Микола Дяченко — український військовослужбовець, сержант, учасник російсько-української війни (2022, посмертно);
135. Іван Озіренський — український військовослужбовець, солдат, учасник російсько-української війни (2022, посмертно);
136. Микола Голубович — український військовослужбовець, солдат, учасник російсько-української війни (2022, посмертно);
137. Олексій Єрмаков — український військовослужбовець, солдат, учасник російсько-української війни (2022, посмертно);
138. Ярослав Мудрий — український військовослужбовець, солдат, учасник російсько-української війни (2022, посмертно);
139. Віктор Горейда — український військовослужбовець, солдат, учасник російсько-української війни (2022, посмертно);
140. Іван Дудар — український військовослужбовець, солдат, учасник російсько-української війни (2022, посмертно);
141. Олег Хрущ — український військовослужбовець, солдат, учасник російсько-української війни (2022, посмертно);
142. Олександр Осадко — український військовослужбовець, солдат, учасник російсько-української війни (2022, посмертно);
143. Іван Заблоцький — український військовослужбовець, солдат, учасник російсько-української війни (2022, посмертно);
144. Ігор Худий — український військовослужбовець, солдат, учасник російсько-української війни (2022, посмертно);
145. Володимир Заблоцький — український військовослужбовець, солдат, учасник російсько-української війни (2022, посмертно);
146. Володимир Фоменко — український військовослужбовець, солдат, учасник російсько-української війни (2022, посмертно);
147. Михайло Павлик — український військовослужбовець, солдат, учасник російсько-української війни (2022, посмертно);
148. Євген Щенніков — український військовослужбовець, солдат, учасник російсько-української війни (2022, посмертно);
149. Ігор Писаревич — український військовослужбовець, солдат, учасник російсько-української війни (2022, посмертно);
150. Ярослав Федьків — український військовослужбовець, солдат, учасник російсько-української війни (2022, посмертно);
151. Володимир Теслюк — український військовослужбовець, солдат, учасник російсько-української війни (2022, посмертно);
152. Володимир Торогой — український військовослужбовець, лейтенант, учасник російсько-української війни (2022, посмертно);
153. Артем Узуналов — український військовослужбовець, сержант, учасник російсько-української війни (2022, посмертно);
154. Назар Львівський — український військовослужбовець, солдат, учасник російсько-української війни (2022, посмертно);
155. Володимир Блажків — український військовослужбовець, старший солдат, учасник російсько-української війни (2022, посмертно);
156. Владислав Ратниченко — український військовослужбовець, солдат, учасник російсько-української війни (2022, посмертно);
157. Ігор Рожук — український військовослужбовець, солдат, учасник російсько-української війни (2022, посмертно);
158. Сергій Рудий — український військовослужбовець, капітан поліції, учасник російсько-української війни (2022, посмертно);
159. Володимир Савчук — український військовослужбовець, солдат, учасник російсько-української війни (2022, посмертно);
160. Віктор Яцуник — український військовослужбовець, солдат, учасник російсько-української війни (2022, посмертно);
161. Тарас Лень — український військовослужбовець, лейтенант, учасник російсько-української війни (2022, посмертно);
162. Василь Стефанчук — український військовослужбовець, сержант, учасник російсько-української війни (2022, посмертно);
163. Олексій Карпюк — український військовослужбовець, старший лейтенант, учасник російсько-української війни (2022, посмертно);
164. Віталій Стадник — український військовослужбовець, матрос, учасник російсько-української війни (2022, посмертно);
165. Володимир Кобилецький — український військовослужбовець, матрос, учасник російсько-української війни (2022, посмертно);
166. Олександр Слугоцький — український військовослужбовець, капітан, учасник російсько-української війни (2022, посмертно);
167. Віталій Матичак — український військовослужбовець, солдат, учасник російсько-української війни (2022, посмертно);
168. Едуард Тібекін — український військовослужбовець, солдат, учасник російсько-української війни (2022, посмертно);
169. Андрій Барський — український військовослужбовець, головний сержант, учасник російсько-української війни (2022, посмертно);
170. Сергій Гайдуцький — український військовослужбовець, старший матрос, учасник російсько-української війни (2022, посмертно);
171. Ігор Конотопський — український військовослужбовець, солдат, учасник російсько-української війни (2022, посмертно);
172. Максим Кюз — український військовослужбовець, старший солдат, учасник російсько-української війни (2022, посмертно);
173. Павло Лисобей — український військовослужбовець, молодший сержант, учасник російсько-української війни (2022, посмертно);
174. Юрій Стефанишин — український військовослужбовець, солдат, учасник російсько-української війни (2022, посмертно);
175. Віталій Наумов — український військовослужбовець, солдат, учасник російсько-української війни (2022, посмертно);
176. Тимофій Антощук — український військовослужбовець, сержант, учасник російсько-української війни (2022, посмертно);
177. Тарас Щирба — український військовослужбовець, солдат, учасник російсько-української війни (2022, посмертно);
178. Андрій Федоров — український військовослужбовець, солдат, учасник російсько-української війни (2022, посмертно);
179. Олександр Біляшевич — український військовослужбовець, солдат, учасник російсько-української війни (2022, посмертно);
180. Олександр Діваков — український військовослужбовець, молодший сержант, учасник російсько-української війни (2022, посмертно);
181. Михайло Левків — український військовослужбовець, солдат, учасник російсько-української війни (2022, посмертно);
182. Віталій Коваль — український військовослужбовець, солдат, учасник російсько-української війни (2022, посмертно);
183. Віталій Невінський — український військовослужбовець, капітан, учасник російсько-української війни (2023, посмертно);
184. Володимир Данилишин — український військовослужбовець, старший солдат, учасник російсько-української війни (2023, посмертно);
185. Олег Зубик — український військовослужбовець, солдат, учасник російсько-української війни (2023, посмертно);
186. Володимир Гвоздик — український військовослужбовець, солдат, учасник російсько-української війни (2023, посмертно);
187. Григорій Касянчук — український військовослужбовець, солдат, учасник російсько-української війни (2023, посмертно);
188. Сергій Гоцуляк — український сапер, підполковник служби цивільного захисту ГУ ДСНС України в Тернопільській області, учасник російсько-української війни (2023, посмертно);
189. Іван Бас — український військовослужбовець, солдат, учасник російсько-української війни (2023, посмертно);
190. Ігор Бутрин — український військовослужбовець, інспектор прикордонної служби, учасник російсько-української війни (2023, посмертно);
191. Роман Остапів — український військовослужбовець, старший солдат, учасник російсько-української війни (2023, посмертно);
192. Тарас Холява — український військовослужбовець, сержант, учасник російсько-української війни (2023, посмертно);
193. Артур-Артем Харів — український військовослужбовець, солдат, учасник російсько-української війни (2023, посмертно);
194. Денис Сікотовський — український військовослужбовець, старший солдат, учасник російсько-української війни (2023, посмертно);
195. Сергій Заблоцький — український військовослужбовець, солдат, учасник російсько-української війни (2023, посмертно);
196. Ігор Гаврилюк — український військовослужбовець, сержант, учасник російсько-української війни (2023, посмертно);
197. Михайло Процик — український військовослужбовець, солдат, учасник російсько-української війни (2023, посмертно);
198. Назарій Шимків — український військовослужбовець, старший солдат, учасник російсько-української війни (2023, посмертно);
199. Василь Огірок — український військовослужбовець, солдат, учасник російсько-української війни (2023, посмертно);
200. Сергій Хорощак — український військовослужбовець, солдат, учасник російсько-української війни (2023, посмертно);
201. Богдан Акінжели — український військовослужбовець, солдат, учасник російсько-української війни (2023, посмертно);
202. Віктор Мельниченко — український військовослужбовець, капітан поліції, учасник російсько-української війни (2023, посмертно);
203. Іван Іваніцький — український військовослужбовець, лейтенант, учасник російсько-української війни (2023, посмертно);
204. Дмитро Мельник — український військовослужбовець, молодший сержант, учасник російсько-української війни (2023, посмертно);
205. Богдан Покітко — український військовослужбовець, солдат, учасник російсько-української війни (2023, посмертно);
206. Андрій Божок — український військовослужбовець, солдат, учасник російсько-української війни (2023, посмертно);
207. Михайло Брикайло — український військовослужбовець, рядовий, учасник російсько-української війни (2023, посмертно);
208. Сергій Король — український військовослужбовець, капітан, учасник російсько-української війни (2023, посмертно);
209. Павло Бугайський — український військовослужбовець, солдат, учасник російсько-української війни (2023, посмертно);
210. Олег Сагайдак — український військовослужбовець, старший солдат, учасник російсько-української війни (2023, посмертно);
211. Олександр Степанкевич — український військовослужбовець, старший сержант, учасник російсько-української війни (2023, посмертно);
212. Тарас Мудрик — український військовослужбовець, солдат, учасник російсько-української війни (2023, посмертно);
213. Йосип Штремпел — український військовослужбовець, солдат, учасник російсько-української війни (2023, посмертно);
214. Валерій Данилюк — український військовослужбовець, солдат, учасник російсько-української війни (2023, посмертно);
215. Віталій Рибальський — український військовослужбовець, солдат, учасник російсько-української війни (2023, посмертно);
216. Віталій Сусленко — український військовослужбовець, солдат, учасник російсько-української війни (2023, посмертно);
217. Валерій Гинда — український військовослужбовець, солдат, учасник російсько-української війни (2023, посмертно);
218. Михайло Сидорак — український військовослужбовець, солдат, учасник російсько-української війни (2023, посмертно);
219. Артем Савченко — український військовослужбовець, солдат, учасник російсько-української війни (2023, посмертно);
220. Віталій Заверуха — український волонтер, військовослужбовець, сержант, учасник російсько-української війни (2023, посмертно);
221. Валерій Казмірчук — український військовослужбовець, старший солдат, учасник російсько-української війни (2023, посмертно);
222. Валерій Дорохов — український військовослужбовець, лейтенант, учасник російсько-української війни (2023, посмертно);
223. Мирослав Сидір — український військовослужбовець, солдат, учасник російсько-української війни (2023, посмертно);
224. Павло Матлашевський — український військовослужбовець, старший солдат, учасник російсько-української війни (2023, посмертно);
225. Василь-Яків Капустинський — український громадський діяч, актор, військовослужбовець, стрілець-помічник гранатометника, учасник російсько-української війни (2023, посмертно);
226. Олег Барна — український громадсько-політичний діяч, правозахисник, педагог, військовослужбовець, помічник гранатометника, старший сержант, учасник російсько-української війни (2023, посмертно);
227. Роман Литвин — український військовослужбовець, учасник російсько-української війни, солдат (2023, посмертно);
228. Ігор Федин — український військовослужбовець, учасник російсько-української війни, головний сержант (2023, посмертно);
229. Віктор Клепчик — український військовослужбовець, учасник російсько-української війни, рядовий (2023, посмертно);
230. Юрій Бачинський — український військовослужбовець, учасник російсько-української війни, солдат (2023, посмертно);
231. Михайло Івась — український військовослужбовець, учасник російсько-української війни, солдат (2023, посмертно);
232. Андрій Саломон — український військовослужбовець, учасник російсько-української війни, солдат (2023, посмертно);
233. Олександр Захарків — український військовослужбовець, учасник російсько-української війни, капітан (2023, посмертно);
234. Валентин Крулевський — український військовослужбовець, учасник російсько-української війни, солдат (2023, посмертно);
235. Степан Цюра — український військовослужбовець, учасник російсько-української війни, солдат (2023, посмертно);
236. Олександр Кіняк — український військовослужбовець, учасник російсько-української війни, штаб сержант (2023, посмертно);
237. Роман Вардецький — український військовослужбовець, учасник російсько-української війни, старший сержант (2023, посмертно);
238. Денис Кузнєцов — український військовослужбовець, учасник російсько-української війни, молодший сержант (2023, посмертно);
239. Роман Муран — український військовослужбовець, учасник російсько-української війни, сержант (2023, посмертно);
240. Микола Миколів — український військовослужбовець, учасник російсько-української війни, солдат (2023, посмертно);
241. Дмитро Кочелаба — український військовослужбовець, учасник російсько-української війни, солдат (2023, посмертно);
242. Михайло Петришин — український військовослужбовець, учасник російсько-української війни, солдат (2023, посмертно);
243. Роман Скіра — український військовослужбовець, учасник російсько-української війни, солдат (2023, посмертно);
244. Андрій Олекшій — український військовослужбовець, учасник російсько-української війни, старший сержант (2023, посмертно);
245. Володимир Яворський — український військовослужбовець, учасник російсько-української війни, солдат (2023, посмертно);
246. Богдан Яцишин — український військовослужбовець, учасник російсько-української війни, старший лейтенант (2023, посмертно);
247. Володимир Наконечний — український військовослужбовець, учасник російсько-української війни, солдат (2023, посмертно);
248. Михайло Гладкий — український військовослужбовець, учасник російсько-української війни, солдат (2023, посмертно);
249. Остап Джус — український військовослужбовець, учасник російсько-української війни, солдат (2023, посмертно);
250. Віктор Лаб'як — український військовослужбовець, учасник російсько-української війни, старший лейтенант (2023, посмертно);
251. Андрій Волиняк — український військовослужбовець, учасник російсько-української війни, солдат (2023, посмертно);
252. Ігор Олещук — український громадсько-політичний діяч, учасник національно-визвольних змагань (2023);
253. Сергій Бойко — український військовослужбовець, учасник російсько-української війни, старший сержант (2023, посмертно);
254. Володимир Гарматій — український військовослужбовець, учасник російсько-української війни, молодший лейтенант (2023, посмертно);
255. Анатолій Гнідий — український військовослужбовець, учасник російсько-української війни, старший солдат (2023, посмертно);
256. Віктор Даньків — український військовослужбовець, учасник російсько-української війни, старший солдат (2023, посмертно);
257. Олег Клим — український військовослужбовець, учасник російсько-української війни, сержант (2023, посмертно);
258. Олександр Місюра — український військовослужбовець, учасник російсько-української війни, солдат (2023, посмертно);
259. Олексій Ничик — український військовослужбовець, учасник російсько-української війни, солдат (2023, посмертно);
260. Андрій Петльований — український військовослужбовець, учасник російсько-української війни, старший солдат (2023, посмертно);
261. Дмитро Петров — український військовослужбовець, учасник російсько-української війни, старший солдат (2023, посмертно);
262. Богдан Сенюк — український пластун, військовослужбовець, учасник російсько-української війни, солдат (2023, посмертно);
263. Роман Стусяк — український військовослужбовець, учасник російсько-української війни, солдат (2023, посмертно);
264. Юрій Фурла — український військовослужбовець, учасник російсько-української війни, старший солдат (2023, посмертно);
265. Богдан Шевчук — український військовослужбовець, учасник російсько-української війни, молодший сержант (2023, посмертно);
266. Тарас Дейнека — український військовослужбовець, учасник російсько-української війни, солдат (2023, посмертно);
267. Андрій Карпюк — український військовослужбовець, учасник російсько-української війни, матрос (2023, посмертно);
268. Олег Захарків — український військовослужбовець, учасник російсько-української війни, солдат (2023, посмертно);
269. Тарас Мазур — український військовослужбовець, учасник російсько-української війни, молодший сержант (2023, посмертно);
270. Максим Демченко — український військовослужбовець, учасник російсько-української війни, майор (2023, посмертно);
271. Сергій Козак — український військовослужбовець, учасник російсько-української війни, молодший сержант (2023, посмертно);
272. Святослав Цебринський — український військовослужбовець, учасник російсько-української війни, солдат (2023, посмертно);
273. Юрій Зливко — український військовослужбовець, учасник російсько-української війни, солдат (2023, посмертно);
274. Ігор Прус — український військовослужбовець, учасник російсько-української війни, солдат (2023, посмертно);
275. Олександр Данилюк — український військовослужбовець, учасник російсько-української війни, старший сержант (2023, посмертно);
276. Володимир Жмуд — український військовослужбовець, учасник російсько-української війни, солдат (2023, посмертно);
277. Олег Кочан — український військовослужбовець, учасник російсько-української війни, солдат (2023, посмертно);
278. Тарас Польний — український військовослужбовець, учасник російсько-української війни, солдат (2023, посмертно);
279. Костянтин Ратновський — український військовослужбовець, учасник російсько-української війни, солдат (2023, посмертно);
280. Віталій Венгер — український військовослужбовець, учасник російсько-української війни, старший сержант (2023, посмертно);
281. Тарас Галат — український військовослужбовець, учасник російсько-української війни, матрос (2023, посмертно);
282. Сергій Молчанов — український військовослужбовець, учасник російсько-української війни, молодший сержант (2023, посмертно);
283. Володимир Пайонк — український військовослужбовець, учасник російсько-української війни, сержант (2023, посмертно);
284. Михайло Вовчук — український військовослужбовець, учасник російсько-української війни, старший солдат (2023, посмертно);
285. Віталій Олійник — український військовослужбовець, учасник російсько-української війни, старший солдат (2023, посмертно);
286. Богдан Червінський — український військовослужбовець, учасник російсько-української війни, молодший лейтенант (2023, посмертно);
287. Микола Школьний — український військовослужбовець, учасник російсько-української війни, старший солдат (2023, посмертно);
288. Петро Дейнека — український військовослужбовець, учасник російсько-української війни, старший солдат (2023, посмертно);
289. Олег Якубець — український військовослужбовець, учасник російсько-української війни, солдат (2023, посмертно);
290. Віктор Богдан — український військовослужбовець, учасник російсько-української війни, рядовий (2023, посмертно);
291. Расим Богданець — український військовослужбовець, учасник російсько-української війни, солдат (2023, посмертно);
292. Роман Вовчак — український військовослужбовець, учасник російсько-української війни, старший матрос (2023, посмертно);
293. Ігор Лисий — український військовослужбовець, учасник російсько-української війни, солдат (2023, посмертно);
294. Юрій Мінтенко — український військовослужбовець, учасник російсько-української війни, солдат (2023, посмертно);
295. Іван Гавришко — український військовослужбовець, учасник російсько-української війни, сержант (2024, посмертно);
296. Олександр Симовін — український військовослужбовець, учасник російсько-української війни, молодший лейтенант (2024, посмертно);
297. Андрій Гребеняк — український військовослужбовець, учасник російсько-української війни, солдат (2024, посмертно);
298. Андрій Лотвін — український військовослужбовець, учасник російсько-української війни, молодший сержант (2024, посмертно);
299. Назар Гірняк — український військовослужбовець, учасник російсько-української війни, лейтенант (2024, посмертно);
300. Ігор Новомлинський — український військовослужбовець, учасник російсько-української війни, молодший сержант (2024, посмертно);
301. Юрій Княжев — український військовослужбовець, учасник російсько-української війни, солдат (2024, посмертно);
302. Анатолій Королівський — український військовослужбовець, учасник російсько-української війни, солдат (2024, посмертно);
303. Віталій Озімко — український військовослужбовець, учасник російсько-української війни, солдат (2024, посмертно);
304. Василь Добротвор — український військовослужбовець, учасник російсько-української війни, старший солдат (2024, посмертно);
305. Андрій Тур — український військовослужбовець, учасник російсько-української війни, солдат (2024, посмертно);
306. Ярослав Марків — український військовослужбовець, учасник російсько-української війни, лейтенант (2024, посмертно);
307. Богдан Марків — український військовослужбовець, учасник російсько-української війни, молодший сержант (2024, посмертно);
308. Михайло Фаріон — український військовослужбовець, учасник російсько-української війни, молодший сержант (2024, посмертно);
309. Андрій Кликун — український військовослужбовець, учасник російсько-української війни, солдат (2024, посмертно);
310. Олег Волянський — український військовослужбовець, учасник російсько-української війни, солдат (2024, посмертно);
311. Олександр Торлуп — український військовослужбовець, учасник російсько-української війни, солдат (2024, посмертно);
312. Роман Годований — український військовослужбовець, учасник російсько-української війни, солдат (2024, посмертно);
313. Ігор Федорчак — український військовослужбовець, учасник російсько-української війни, старший солдат (2024, посмертно);
314. Андрій Чорний — український військовослужбовець, учасник російсько-української війни, навідник (2024, посмертно);
315. Марат Сабіров — український військовослужбовець, учасник російсько-української війни, капітан (2024, посмертно);
316. Руслан Зозуля — український військовослужбовець, учасник російсько-української війни, старший  стрілець-оператор (2024, посмертно);
317. Василь Мізерний — український військовослужбовець, учасник російсько-української війни, стрілець-помічник гранатометника (2024, посмертно);
318. Володимир Швак — український військовослужбовець, учасник російсько-української війни, солдат (2024, посмертно);
319. Сергій Тришкалюк, молодший лейтенант (2024, посмертно);
320. Тарас Куць — український військовослужбовець, учасник російсько-української війни, солдат (2024, посмертно);
321. Сергій Коновал — український громадський активіст, пластун, парамедик, військовослужбовець, учасник російсько-української війни, лейтенант (2024, посмертно);
322. Тарас Петришин — український громадський активіст, військовослужбовець, учасник російсько-української війни, молодший лейтенант (2024, посмертно);
323. Віталій Малюк — український військовослужбовець, учасник російсько-української війни, головний сержант (2024, посмертно);
324. Ярослав Пелехатий — український військовослужбовець, учасник російсько-української війни, солдат (2024, посмертно);
325. Андрій Вовк — український військовослужбовець, учасник російсько-української війни, солдат (2024, посмертно);
326. Петро Воробець — український військовослужбовець, учасник російсько-української війни, молодший сержант (2024, посмертно);
327. Олег Єрмошин — український військовослужбовець, учасник російсько-української війни, старший солдат (2024, посмертно);
328. Андрій Загрейчук — український військовослужбовець, учасник російсько-української війни, солдат (2024, посмертно);
329. Олександр Замараєв — український військовослужбовець, учасник російсько-української війни, солдат (2024, посмертно);
330. Євгеній Мещеряков — український військовослужбовець, учасник російсько-української війни, молодший лейтенант (2024, посмертно);
331. Володимир Михальчук — український військовослужбовець, учасник російсько-української війни, солдат (2024, посмертно);
332. Микола Микитюк — український військовослужбовець, учасник російсько-української війни, старший солдат (2024, посмертно);
333. Віктор Мовчан — український військовослужбовець, учасник російсько-української війни, солдат (2024, посмертно);
334. Андрій Мозіль — український військовослужбовець, учасник російсько-української війни, солдат (2024, посмертно);
335. Євген Сиротюк — український військовослужбовець, учасник російсько-української війни, солдат (2024, посмертно);
336. Сергій Страхоцький — український військовослужбовець, учасник російсько-української війни, старший солдат (2024, посмертно);
337. В'ячеслав Фіялка — український військовослужбовець, учасник російсько-української війни, солдат (2024, посмертно).
338. Андрій Білостоцький — український військовослужбовець, учасник російсько-української війни, лейтенант поліції (2024, посмертно);
339. Павло Бригинець — український військовослужбовець, учасник російсько-української війни, майстер-сержант (2024, посмертно);
340. Ігор Гнатюк — український військовослужбовець учасник російсько-української війни, солдат  (2024, посмертно);
341. Тарас Гондз — український військовослужбовець, учасник російсько-української війни, молодший сержант (2024, посмертно);
342. Анатолій Дем'яненко — український військовослужбовець, учасник російсько-української війни, сержант (2024, посмертно);
343. Степан Дробніцький — український військовослужбовець, учасник російсько-української війни, солдат (2024, посмертно);
344. Ігор Кашуба — український військовослужбовець, учасник російсько-української війни, солдат (2024, посмертно);
345. Євген Кісельов — український військовослужбовець, учасник російсько-української війни, старший сержант (2024, посмертно);
346. Василь Конопацький — український військовослужбовець, учасник російсько-української війни, солдат (2024, посмертно);
347. Максим Кузів — український військовослужбовець, учасник російсько-української війни, солдат (2024, посмертно);
348. Сергій Матусевич — український військовослужбовець, учасник російсько-української війни, солдат (2024, посмертно);
349. Олег Михайлюк — український військовослужбовець, учасник російсько-української війни, солдат (2024, посмертно);
350. Віталій Пенкін — український військовослужбовець, учасник російсько-української війни, солдат (2024, посмертно);
351. Віталій Савич — український військовослужбовець, учасник російсько-української війни, солдат (2024, посмертно);
352. Артур Сніткус — український військовослужбовець, учасник російсько-української війни, сержант (2024, посмертно);
353. Михайло Шепеть — український військовослужбовець, учасник російсько-української війни, сержант (2024, посмертно);
354. Дмитро Шилюк — український військовослужбовець, учасник російсько-української війни, солдат (2024, посмертно);
355. Руслан Ясінський — український військовослужбовець, учасник російсько-української війни, солдат (2024, посмертно);
356. Юрій Ятчиха — український військовослужбовець, учасник російсько-української війни, сержант (2024, посмертно);
357. Олександр Смик — український бард, поет, драматург, заступник міського голови, начальник управління культури і мистецтв (2011—2020), депутат Тернопільської міської ради (2020—2022; 2024, посмертно),
358. Петро Ясній — професор, доктор технічних наук, член-кореспондент Національної академії наук України, ректор Тернопільського національного технічного університету імені Івана Пулюя (2007—2021; 2024, посмертно);
359. Ірина Музика — українська співачка співачка, солістка гурту «Фіра» (2007—2024; 2024, посмертно);
360. Олександр Гнатишин — український військовослужбовець, учасник російсько-української війни, молодший сержант (2024, посмертно);
361. Володимир Демидась — український військовослужбовець, учасник російсько-української війни, матрос (2024, посмертно);
362. Роман Довгалюк — український військовослужбовець, учасник російсько-української війни, сержант (2024, посмертно);
363. Володимир Думанський (2024, посмертно)
364. Андрій Ігнатенко — український військовослужбовець, учасник російсько-української війни,  головний старшина (2024, посмертно);
365. Василь Козак — український військовослужбовець, учасник російсько-української війни, солдат (2024, посмертно);
366. Ігор Колісник — український військовослужбовець, учасник російсько-української війни, солдат (2024, посмертно);
367. Руслан Новаковський — український військовослужбовець, учасник російсько-української війни, молодший сержант (2024, посмертно);
368. Андрій Печенюк — український військовослужбовець, учасник російсько-української війни, старший солдат (2024, посмертно);
369. Микола Погорілий — український військовослужбовець, учасник російсько-української війни, старший солдат (2024, посмертно);
370. Володимир Семерка — український військовослужбовець, учасник російсько-української війни, солдат (2024, посмертно);
371. Георгій Халвашіч — український військовослужбовець, учасник російсько-української війни, молодший сержант (2024, посмертно);
372. Олександр Хомяк — український військовослужбовець, учасник російсько-української війни, солдат (2024, посмертно);
373. Тарас Бурачок — український військовослужбовець, учасник російсько-української війни, рядовий (2024, посмертно);
374. Тарас Васильєв — український військовослужбовець, учасник російсько-української війни, солдат (2024, посмертно);
375. Олег Дробоцький — український військовослужбовець, учасник російсько-української війни, старший солдат (2024, посмертно);
376. Михайло Ремжин — український військовослужбовець, учасник російсько-української війни, молодший сержант (2024, посмертно);
377. Ярослав Савчак — український військовослужбовець, учасник російсько-української війни, старший лейтенант (2024, посмертно);
378. Денис Соха — український військовослужбовець, учасник російсько-української війни, солдат (2024, посмертно);
379. Іван Черешнюк — український військовослужбовець, учасник російсько-української війни, солдат (2024, посмертно);
380. Віталій Бабій — український військовослужбовець, учасник російсько-української війни, головний сержант (2024, посмертно);
381. Микола Беновський — український військовослужбовець, учасник російсько-української війни, солдат (2024, посмертно);
382. Микола Головенко — український військовослужбовець, учасник російсько-української війни, старший солдат (2024, посмертно);
383. Михайло Завадівський — український військовослужбовець, учасник російсько-української війни, солдат (2024, посмертно);
384. Андрій Іванців — український військовослужбовець, учасник російсько-української війни, головний сержант (2024, посмертно);
385. Ігор Ірза — український військовослужбовець, учасник російсько-української війни, старший солдат (2024, посмертно);
386. Артем Кириченко — український військовослужбовець, учасник російсько-української війни, солдат (2024, посмертно);
387. Борис Косік — український військовослужбовець, учасник російсько-української війни, солдат (2024, посмертно);
388. Володимир Кульчицький — український військовослужбовець, учасник російсько-української війни, солдат (2024, посмертно);
389. Володимир Локоть — український військовослужбовець, учасник російсько-української війни, сержант (2024, посмертно);
390. Ярослав Марцинюк — український військовослужбовець, учасник російсько-української війни, солдат (2024, посмертно);
391. Ігор Мороз — український військовослужбовець, учасник російсько-української війни, сержант (2024, посмертно);
392. Степан Пастух — український військовослужбовець, учасник російсько-української війни, солдат (2024, посмертно);
393. Григорій Сипко — український військовослужбовець, учасник російсько-української війни, старший солдат (2024, посмертно);
394. Іван Смолюх — український військовослужбовець, учасник російсько-української війни, солдат (2024, посмертно);
395. Валерій Стецький — український військовослужбовець, учасник російсько-української війни, солдат (2024, посмертно);
396. Олег Томків — український військовослужбовець, учасник російсько-української війни, молодший сержант (2024, посмертно);
397. Анатолій Турко — український військовослужбовець, учасник російсько-української війни, солдат (2024, посмертно);
398. Іван Хомів — український військовослужбовець, учасник російсько-української війни, солдат (2024, посмертно);
399. Олександр Чумін — український військовослужбовець, учасник російсько-української війни, солдат (2024, посмертно);
400. Константин Шестаков — український військовослужбовець, учасник російсько-української війни, молодший сержант (2024, посмертно);
401. Ярослав Антонійчук — український військовослужбовець, учасник російсько-української війни, солдат (2025, посмертно);
402. Богдан Батурина — український військовослужбовець, учасник російсько-української війни, головний сержант (2025, посмертно);
403. Євген Годований — український військовослужбовець, учасник російсько-української війни, молодший сержант (2025, посмертно);
404. Олексій Гонта — український військовослужбовець, учасник російсько-української війни, штаб-сержант (2025, посмертно);
405. Олександр Горніцький, солдат (2025, посмертно);
406. Андрій Гринюка — український військовослужбовець, учасник російсько-української війни, солдат (2025, посмертно);
407. Роман Дубовий — український військовослужбовець, учасник російсько-української війни, солдат гранатометник (2025, посмертно);
408. Михайло Кіт — український військовослужбовець, учасник російсько-української війни, старший солдат (2025, посмертно);
409. Назар Кріль — український військовослужбовець, учасник російсько-української війни, солдат (2025, посмертно);
410. Микола Козоріз — український військовослужбовець, учасник російсько-української війни, солдат (2025, посмертно);
411. Олег Костюк — український військовослужбовець, учасник російсько-української війни, солдат (2025, посмертно);
412. Степан Лех — український військовослужбовець, учасник російсько-української війни, майор (2025, посмертно);
413. Роман Медецький — український військовослужбовець, учасник російсько-української війни, старший солдат (2025, посмертно);
414. Василь Мочула — український військовослужбовець, учасник російсько-української війни, молодший сержант (2025, посмертно);
415. Віктор Місюрак — український військовослужбовець, учасник російсько-української війни, сержант гранатометник (2025, посмертно);
416. Володимир Мних — український військовослужбовець, учасник російсько-української війни, молодший сержант (2025, посмертно);
417. Олександр Пришляк — український військовослужбовець, учасник російсько-української війни, солдат (2025, посмертно);
418. Віталій Процик — український військовослужбовець, учасник російсько-української війни, солдат (2025, посмертно);
419. Віталій Сало — український військовослужбовець, учасник російсько-української війни, старший солдат (2025, посмертно);
420. Олег Сисоєв — український військовослужбовець, учасник російсько-української війни, старший солдат (2025, посмертно);
421. Назарій Смоляк — український військовослужбовець, учасник російсько-української війни, солдат (2025, посмертно);
422. Микола Сумін — український військовослужбовець, учасник російсько-української війни, інспектор прикордонної служби (2025, посмертно);
423. Віталій Тимків — український військовослужбовець, учасник російсько-української війни, солдат (2025, посмертно);
424. Олександр Черняк — український військовослужбовець, учасник російсько-української війни, молодший сержант (2025, посмертно);
425. Юрій Шаманський — український військовослужбовець, учасник російсько-української війни, старший сержант (2025, посмертно);
426. Олександр Шишкін — український військовослужбовець, учасник російсько-української війни, солдат (2025, посмертно);
427. Володимир Гайдук — український військовослужбовець, учасник російсько-української війни, солдат (2025, посмертно);
428. Юрій Гарак — український військовослужбовець, учасник російсько-української війни, молодший лейтенант (2025, посмертно);
429. Віктор Горошко — український військовослужбовець, учасник російсько-української війни, солдат (2025, посмертно);
430. Сергій Гулько — український військовослужбовець, учасник російсько-української війни, солдат (2025, посмертно);
431. Василь Злагода — український військовослужбовець, учасник російсько-української війни, старший солдат (2025, посмертно);
432. Юрій Костюкевич — український військовослужбовець, учасник російсько-української війни, капітан (2025, посмертно);
433. Віталій Лебідь — український військовослужбовець, учасник російсько-української війни, солдат (2025, посмертно);
434. Андрій Луцик — український військовослужбовець, учасник російсько-української війни, молодший сержант (2025, посмертно);
435. Олег Машаров — український військовослужбовець, учасник російсько-української війни, солдат (2025, посмертно);
436. Віктор Рихлевич — український військовослужбовець, учасник російсько-української війни, солдат (2025, посмертно);
437. Сергій Сава — український військовослужбовець, учасник російсько-української війни, старший солдат (2025, посмертно);
438. Віталій Сипець — український військовослужбовець, учасник російсько-української війни, молодший сержант (2025, посмертно);
439. Іван Склярик — український військовослужбовець, учасник російсько-української війни, солдат (2025, посмертно);
440. Андрій Стояновський — український військовослужбовець, учасник російсько-української війни, старший солдат (2025, посмертно);
441. Володимир Стрихальський — український військовослужбовець, учасник російсько-української війни, солдат (2025, посмертно);
442. Володимир Шуліковський — український військовослужбовець, учасник російсько-української війни, матрос (2025, посмертно);
443. Іван Щебивлок — український військовослужбовець, учасник російсько-української війни, молодший сержант (2025, посмертно);
444. Ігор Щирук — український військовослужбовець, учасник російсько-української війни, солдат (2025, посмертно);
445. Юрій Юречко — український військовослужбовець, учасник російсько-української війни, солдат (2025, посмертно);
446. Юрій Ясінський — український військовослужбовець, учасник російсько-української війни, солдат (2025, посмертно);
447. Анатолій Барахович — український військовослужбовець, учасник російсько-української війни, молодший сержант (2025, посмертно);
448. Євген Бартків — український військовослужбовець, учасник російсько-української війни, солдат (2025, посмертно);
449. Любомир Бачинський — український військовослужбовець, учасник російсько-української війни, солдат (2025, посмертно);
450. Володимир Боїло — український військовослужбовець, учасник російсько-української війни, старший солдат (2025, посмертно);
451. Олег Дундій — український військовослужбовець, учасник російсько-української війни, молодший сержант (2025, посмертно);
452. Антон Ільчук — український військовослужбовець, учасник російсько-української війни, солдат (2025, посмертно);
453. Богдан Кархут — український військовослужбовець, учасник російсько-української війни, солдат (2025, посмертно);
454. Тарас Малюк — український військовослужбовець, учасник російсько-української війни, солдат (2025, посмертно);
455. Ярослав Петришин — український військовослужбовець, учасник російсько-української війни, солдат (2025, посмертно);
456. Василь Підгайний — український військовослужбовець, учасник російсько-української війни, солдат (2025, посмертно);
457. Максим Соловей — український військовослужбовець, учасник російсько-української війни, старший солдат (2025, посмертно);
458. Владислав Тищук — український військовослужбовець, учасник російсько-української війни, солдат (2025, посмертно);
459. Дмитро Хома — український військовослужбовець, учасник російсько-української війни, сержант (2025, посмертно);
460. Юрій Юречко — український військовослужбовець, учасник російсько-української війни, солдат (2025, посмертно).